# إيفا بروس
إيفا بروس (بالإنجليزية: Eva Burrows) هي قسيسة أسترالية، ولدت في 15 سبتمبر 1929 في نيوكاسل في أستراليا، وتوفيت في 20 مارس 2015 في ملبورن في أستراليا.

## وصلات خارجية
- إيفا بروس على موقع مونزينجر (الألمانية)